# Lyoness
Lyoness — багаторівнева маркетингова компанія    створена в Австрії в 2003 році. За словами Lyoness, компанія діяла в більш ніж 40 країнах, поширилася на шести континентах, а їх торгівельне співтовариство налічувало понад п'ять мільйонів членів станом на 2016 рік.  

## Бізнес-модель

### Торгова спільнота
Lyoness є міжнародною міжсекторною торговою спільнотою, від якої виграють члени та торговці завдяки поверненню готівки(кешбек). Lyoness оголосила, що з липня 2014 року всі заходи з мережевого маркетингу мають бути об'єднані під новим брендом "Lyconet". 
Наразі торговельне співтовариство Lyoness нараховує (станом на липень 2016 року) сім мільйонів членів по всьому світу, які отримують знижки під час покупок у 80 000 партнерів Lyoness (2017) з більш ніж 300 000 балів. Залежно від країни, сума отриманих знижок повинна становити 5 або 10 євро або більше, щоб перерахувати її на банківський рахунок члена Lyoness. 

### Кешбек та пункти покупок
Кешбек та пункти покупок - це переваги для членів, які отримуються при покупці у продавця лояльності Lyoness. Переваги залежать від умов продавця. Lyoness перерахує зароблений Кешбек на банківський рахунок, зареєстрований учасником. 

### Бонус за дружбу
Окрім знижок на особисті покупки, члени Lyoness отримують 0,5% комісійних за покупки людей, яких вони познайомили з Lyoness, а також 0,5% від покупок, які здійснювали люди, представлені людьми, яких вони привели.  Lyoness називає цю систему «бонусом за дружбу».  

## Корпоративна структура
У 2004 році генеральний директор компанії Lyoness Губерт Фрейдл був найнятий на посаду директора компанії.  Lyoness включає щонайменше сім корпорацій, зареєстрованих у Швейцарії,  дев'ять корпорацій, зареєстрованих в Австрії і приблизно 42 додаткові національні та регіональні корпорації по всьому світу.  Назва походить від кельтського міфологічного царства" Ліонесс". 

### Міжнародна організація
Назви торгових марок Lyoness охоплюють різні корпоративні структури . Загальна холдингова корпорація має назву «Lyoness International AG», яку підтримують кілька адміністративних департаментів: серед них: Lyoness eBiz GmbH, Lyoness Dataservice GmbH, Lyoness Lyco Soft GmbH, Lyoness Child & Family Foundation, Lyoness Greenfinity Фундація . 

### Континентальна та місцева організація
Континентальні організації є дочірніми компаніями Lyoness International AG та зареєстровані як акціонерні корпорації . Це: Lyoness Europe AG (заснована в 2003 році), "Lyoness IMEA SA" (2009), Lyoness North America Ltd., "Lyoness South America SA", "Lyoness Asia Ltd." (2011 р.). 
Офіси країни є дочірніми компаніями континентальних акціонерних корпорацій  і реєструються як приватні товариства з обмеженою відповідальністю. 

### Кооперації
Lyoness ініціював співпрацю Cashback з кількома спортивними клубами Європи з 2015 року: 
- MotoGP (через Dorna Sports) [13]
- SK Rapid Wien [14] [15]
- Австрійська асоціація гольфу [16]
- Легія Варшава [17]
- Federazione Italiana Golf [18]
- Österreichische Sporthilfe [19]
- Легія Гданськ [20]
- Лех Познань [21]
- Вісла Краків [22]
- Landesfeuerwehrverband Steiermark [23]
- HC Kometa Brno [24]
- Velux EHF Final4 [25]
- Йокеріт Гельсінкі [26]

## Соціальна участь
За словами Lyoness, кожна покупка, яку здійснюють її члени в компаніях-партнерах, приносить користь Фонду дитини та сім'ї Lyoness (благодійній організації, що належить Lyoness).     
У 2012 році Lyoness оголосила, що вона та її асоційований фонд Greenfinity будуть титульними спонсорами турніру з гольфу в  Австрії протягом трьох сезонів до 2014 року.   Lyoness також спонсорував «Європейську лігу юніорів», європейське змагання з футболу для молодіжних команд, а також австрійський клуб SK Rapid Wien .  Lyoness заявив, що заплатить 9 мільйонів євро за 5 футбольних сезонів, але не буде головним спонсором Rapid Wien.        

## Телебачення
Одне з телевізійних шоу, яке повідомляло про Lyoness, - це австрійська програма громадського телебачення ORF Report . Ця програма випускала епізоди під назвами "Lyoness - грошова машина" (13 листопада 2012 р.),  "Торгова спільнота Lyoness" (27 листопада 2013 р.)  та "Людина за Lyoness" (24 квітня 2013 р.),  інтерв'ю з експертами та колишніми учасниками, які обидва кажуть, що Lyoness керує пірамідальною схемою за фасасом " торгової точки". 

## Дохід
З заяви про розкриття доходів Lyoness  можна отримати висновок про те, що середній член Lyoness у США отримує валову річну комісію приблизно 275 доларів США або 23 доларів на місяць.    

## Інтернет
В Інтернеті різні вебсайти та блоги з усього світу зосереджували критичну увагу на Lyoness, звинувачуючи компанію у незаконній діловій практиці (в основному, у керуванні пірамідою та схемами Ponzi) та сумнівах у передбачуваному партнерстві між Lyoness та кількома транснаціональними корпораціями як дійсність та актуальність сертифікатів, наданих торговельній спільноті Lyoness. У квітні 2013 року повідомлялося, що колишні (австрійські) учасники Lyoness організувалися та заснували організацію та вебсайт під назвою Plattform Lyoness .   Не набагато пізніше був створений міжнародний еквівалент під назвою Lyoness Complaint Center . 
У серпні 2015 року двох колишніх працівників було виправдано в Австрії за звинуваченням у шахрайстві та відмиванні грошей. 